# Łatyhol (rejon wilejski)
Łatyhol (biał. Латыгаль, ros. Латыголь) – wieś na Białorusi, w obwodzie mińskim, w rejonie wilejskim, w sielsowiecie Wiazyń.

## Historia
W czasach zaborów wieś w gminie Wiazyń, w powiecie wilejskim, w guberni wileńskiej Imperium Rosyjskiego. W 1866 roku liczyła 214 mieszkańców w 18 domach, była tu drewniana cerkiew prawosławna i szkoła.
W latach 1921–1945 wieś Łatyhol I i Łatyhol II leżały w Polsce, w województwie wileńskim, w powiecie wilejskim, w gminie Wiazyń.
Według Powszechnego Spisu Ludności z 1921 roku zamieszkiwało:
- Łatyhol I – 143 osoby, 110 było wyznania rzymskokatolickiego, 33 prawosławnego. Jednocześnie 140 mieszkańców zadeklarowało polską, 3 białoruską przynależność narodową. Było tu 27 budynków mieszkalnych[4]. W 1931 w 26 domach zamieszkiwały 154 osoby[5].
- Łatyhol II – 149 osób, wszystkie były wyznania rzymskokatolickiego i zadeklarowały polską przynależność narodową. Były tu 33 budynki mieszkalne[4]. W 1931 w 34 domach zamieszkiwało 177 osób[5].

Wierni należeli do parafii rzymskokatolickiej w Ilii i miejscowej prawosławnej. Miejscowość podlegała pod Sąd Grodzki w Ilii i Okręgowy w Wilnie; właściwy urząd pocztowy mieścił się w Wiazyniu.
W wyniku napaści ZSRR na Polskę we wrześniu 1939 miejscowość znalazła się pod okupacją sowiecką. 2 listopada została włączona do Białoruskiej SRR. Od czerwca 1941 roku pod okupacją niemiecką. W 1944 miejscowość została ponownie zajęta przez wojska sowieckie i włączona do Białoruskiej SRR.
Od 1991 roku w składzie niepodległej Białorusi.